# ヨウ化ルビジウム
ヨウ化ルビジウム（ヨウかルビジウム、英: rubidium iodide）はルビジウムのヨウ化物で、化学式RbIで表される無機化合物。

## 製法
炭酸ルビジウムとヨウ化水素酸との反応で得られる。
{\displaystyle {\ce {Rb2CO3\ + 2HI -> 2RbI\ + CO2\ + H2O}}}

## 性質
水に易溶、液体アンモニアや硫酸に溶け、RbI・6NH3やRbI・3SO2などの溶媒和物を作る。ハロゲンと反応し、RbI3、RbICl2、RbICl4などのポリハロゲン化物を生じる。
結晶は塩化ナトリウム型構造で、その格子定数はa = 7.326Å、Rb−I結合距離は3.66Åである。